# Dwór Pelisze
Dwór Pelisze – zabytkowy dwór na terenie wsi Sedeikiai (Sadejki) na Litwie, w rejonie oniksztyńskim okręgu uciańskiego, nad rozlewiskiem rzeczki Pelisza.
Dwór znajduje się na Auksztocie, 7 km na północ od Androniszek, 400 m na północ od drogi krajowej nr 175.

## Historia

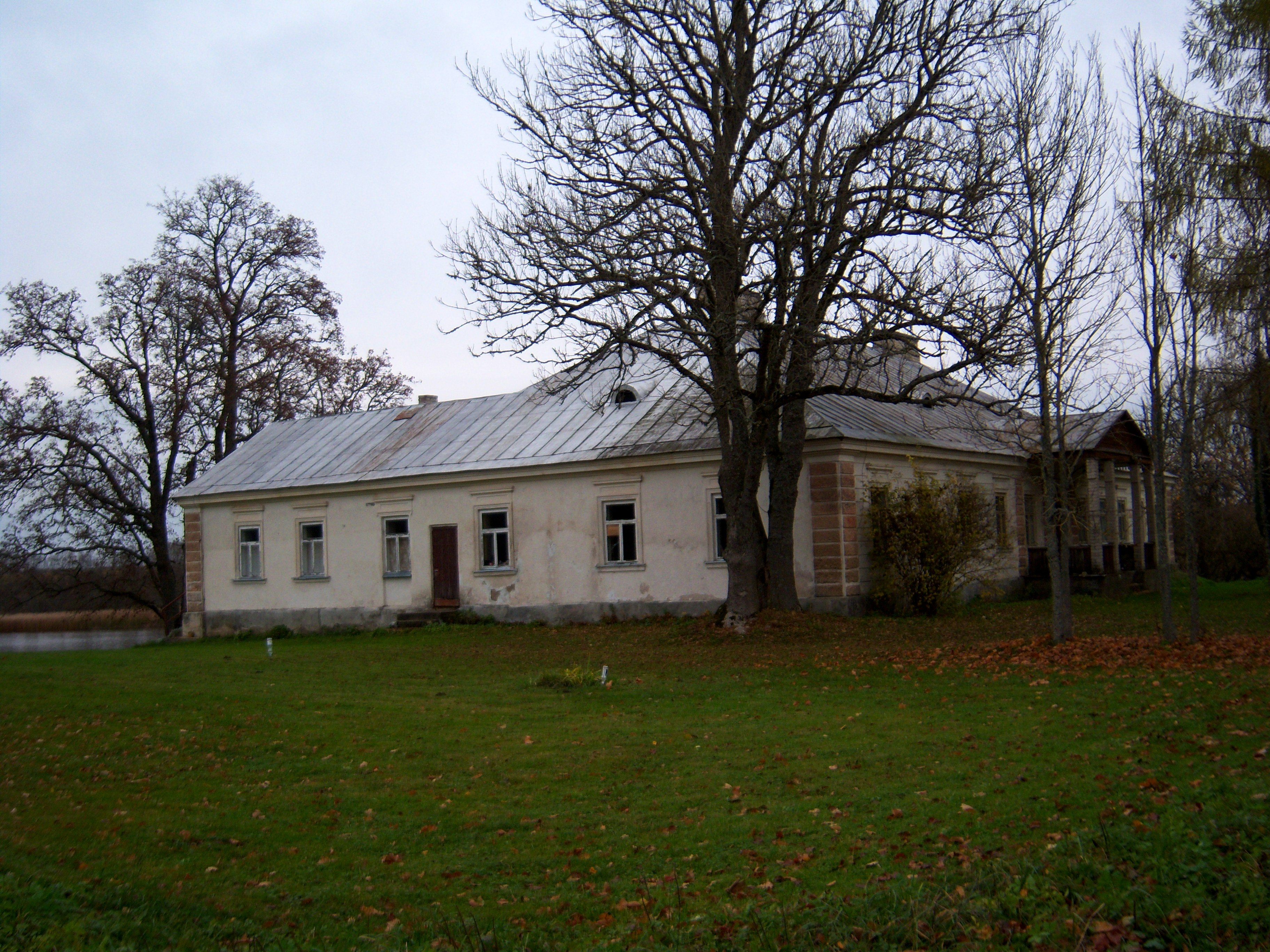
Boczna elewacja dworu (2013)

W roku 1608 Paweł, Rafał i Gabriel Kopciowie spierali się z żoną Szczęsnego Daszkiewicza, a wdową po Andrzeju Kopciu, o część ojcowizny Peliszy i Onikszty.
W 1794 roku majątek ten należał do rodziny Pancerzyńskich, był w zastawie Tadeusza Pietkiewicza, należał do parafii Onikszty. Według innego źródła był własnością Kołyszków od 1763 roku. W początkach XIX wieku gospodarzyli w nim kolejno Józef, Antoni i Adam Kołyszko, późniejszy powstaniec listopadowy, który w roku 1821 został wybrany prezesem wiłkomirskiego sądu powiatowego. Po 1863 roku właściciel majątku, Kołyszko, uczestnik powstania styczniowego, był zmuszony do emigracji.
Murowany dwór zbudowano około 1880 roku. Dobra liczyły wtedy 695 dziesięcin ziemi (w tym 295 dziesięcin lasu).
W 1911 roku majątek ten został kupiony przez braci Pranasa i Petrasa Putnasów. W 1923 roku w folwarku mieszkały wtedy 44 osoby, należało do niego 150 akrów ziemi. W 1926 roku w związku z reforma rolną majątek został przekazany Jadwidze, Sylwestrowi, Elenie i Bali Putnasom. W 1941 roku właściciele majątku (członkowie rodziny Putnasów) zostali deportowani na Syberię, a we dworze urządzono szkołę podstawową. Od 1949 roku działała tu również siedziba kołchozu „Pelėė”, a od 1960 roku mieściła się tu administracja i biblioteka leśnictwa Sedeikiai.
Istniejąca niegdyś wieś Pelisze została połączona z wsią Sedeikiai.
W 1990 roku folwark, w tym budynki mieszkalne i gospodarcze zostały zwrócone spadkobiercom rodziny Putnasów i były zarządzane przez Birutė Čepliejienė i Irenę Meldaikienė. Nieruchomość była wystawiona na sprzedaż.
Dwór, stodoła i fragmenty parku są zabytkiem o numerze 65 w rejestrze zabytków gminy Androniszki.